# Mathieu Madega Lebouankehan
Mathieu Madega Lebouankehan (Mbigou, 6 luglio 1960) è un vescovo cattolico gabonese, dal 19 gennaio 2013 vescovo di Mouila.

## Biografia
Mathieu Madega Lebouankehan è nato a Mbigou il 6 luglio 1960.

### Formazione e ministero sacerdotale
Dopo gli studi primari, ha studiato al seminario minore di Mouila, al seminario minore "San Giovanni" di Libreville e al Collegio cattolico "Mgr. Bessieux" dove nel 1983 si è laureato.
Prima di iniziare gli studi di filosofia, dal 1983 al 1985 ha studiato presso la Facoltà di ingegneria dell'Università statale "Omar Bongo" di Libreville. Nel 1985 è stato inviato a Roma per studi e ha preso residenza nel Pontificio Collegio Urbano. Ha studiato filosofia e teologia presso la Pontificia università urbaniana.
Il 29 dicembre 1991 è stato ordinato presbitero per la diocesi di Mouila. Ha poi proseguito gli studi a Roma e quindi a Strasburgo, concludendoli nel 1995 con le licenze in filosofia, teologia e diritto canonico. Tornato in patria è stato nominato primo rettore del nuovo seminario nazionale "Sant'Agostino" di Libreville.

### Ministero episcopale
Il 17 febbraio 2000 papa Giovanni Paolo II lo ha nominato vescovo ausiliare di Libreville e titolare di Zallata. Ha ricevuto l'ordinazione episcopale il 7 maggio successivo dall'arcivescovo Mario Roberto Cassari, nunzio apostolico in Gabon e nella Repubblica del Congo, co-consacranti l'arcivescovo metropolita di Libreville Basile Mvé Engone e l'arcivescovo emerito della stessa arcidiocesi André Fernand Anguilé.
Il 19 marzo 2003 lo stesso papa Giovanni Paolo II lo ha nominato primo vescovo della nuova diocesi di Port-Gentil.
Nell'ottobre del 2007 ha compiuto la visita ad limina.
Il 19 gennaio 2013 papa Benedetto XVI lo ha nominato vescovo di Mouila. Ha continuato a guidare la sede di Port-Gentil come amministratore apostolico sede vacante et ad nutum Sanctae Sedis fino al 3 aprile 2016
Dall'11 luglio 2014 al 4 novembre 2022 è stato presidente della Conferenza episcopale del Gabon.
Nell'aprile del 2015 ha compiuto una seconda visita ad limina.
Dal 24 luglio 2016 al 19 luglio 2019 è stato anche primo vicepresidente del Simposio delle conferenze episcopali di Africa e Madagascar.

## Genealogia episcopale e successione apostolica
La genealogia episcopale è:
- Cardinale Scipione Rebiba
- Cardinale Giulio Antonio Santori
- Cardinale Girolamo Bernerio, O.P.
- Arcivescovo Galeazzo Sanvitale
- Cardinale Ludovico Ludovisi
- Cardinale Luigi Caetani
- Cardinale Ulderico Carpegna
- Cardinale Paluzzo Paluzzi Altieri degli Albertoni
- Papa Benedetto XIII
- Papa Benedetto XIV
- Papa Clemente XIII
- Cardinale Marcantonio Colonna
- Cardinale Giacinto Sigismondo Gerdil, B.
- Cardinale Giulio Maria della Somaglia
- Cardinale Carlo Odescalchi, S.I.
- Vescovo Eugène de Mazenod, O.M.I.
- Cardinale Joseph Hippolyte Guibert, O.M.I.
- Cardinale François-Marie-Benjamin Richard
- Cardinale Pietro Gasparri
- Cardinale Clemente Micara
- Cardinale Antonio Samorè
- Cardinale Angelo Sodano
- Arcivescovo Mario Roberto Cassari
- Vescovo Mathieu Madega Lebouankehan

La successione apostolica è:
- Vescovo Ephrem Ndjoni (2022)